# Мария фон Брауншвайг-Волфенбютел (1566 – 1626)
Вижте пояснителната страница за други личности с името Мария фон Брауншвайг-Волфенбютел.
Мария фон Брауншвайг-Волфенбютел (на немски: Maria von Braunschweig-Wolfenbüttel; * 13 януари 1566, Шладен; † 13 август 1626, Лауенбург) от род Велфи (Среден Дом Брауншвайг), е принцеса от Брауншвайг-Волфенбютел и чрез женитба херцогиня на Херцогство Саксония-Лауенбург.

## Живот
Дъщеря е на херцог Юлий фон Брауншвайг-Волфенбютел (1528 – 1589) и съпругата му Хедвига фон Бранденбург (1540 – 1602), дъщеря на курфюрст Йоахим II фон Бранденбург от род Хоенцолерн и втората му съпруга Ядвига Ягелонка (1513 – 1573), дъщеря на полския крал Зигмунт I Стари.
Мария се омъжва на 10 ноември 1582 г. във Волфенбютел за херцог Франц II фон Саксония-Лауенбург (1547 – 1619) от род Аскани. Тя е втората му съпруга.
Мария е погребана до съпруга си в гробницата на династията в църквата „Мария-Магдалена“ в Лауенбург на Елба.

## Деца
Мария и херцог Франц II фон Саксония-Лауенбург имат децата:
- Франц Юлий фон Саксония-Лауенбург (1584 – 1634)

∞ 1620 принцеса Агнес фон Вюртемберг (1592 – 1629)
- Юлий Хайнрих (1586 – 1665), херцог на Саксония-Лауенбург

∞ 1. 1617 принцеса Анна от Източна Фризия (1562 – 1621)
∞ 2. 1628 принцеса Елизабет София фон Бранденбург (1589 – 1629)
∞ 3. 1632 фрайин Анна Магдалена фон Лобковиц († 1668)
- Ернст Лудвиг (1587 – 1620), убит в Ашау
- Хедвиг Сибила (1588 – 1635)
- Юлиана (1589 – 1630)

∞ 1627 херцог Фридрих фон Шлезвиг-Холщайн-Норбург (1581 – 1658)
- Йоахим Зигисмунд (1589 – 1629)
- Сабина Катарина (*/† 1591)
- Франц Карл (1594 – 1660)

∞ 1. 1628 принцеса Агнес фон Бранденбург (1584 – 1629)
∞ 2. 1639 принцеса Катарина фон Бранденбург (1602 – 1644)
∞ 3. графиня Христина Елизабет фон Меггау († 1689)
- Рудолф Малсимилиан (1596 – 1647)
- Хедвиг Мария (1597 – 1644)

∞ 1636 княз Анибале Гонзага от Бозоло (1602 – 1668)
- Франц Албрехт (1598 – 1642), убит

∞ 1640 принцеса Кристина Маргарета фон Мекленбург-Гюстров (1615 – 1666)
- Йохан Георг (1600 – 1601)
- София Хедвиг (1601 – 1660)

∞ 1624 херцог Филип фон Шлезвиг-Холщайн-Зондербург-Глюксбург (1584 – 1663)
- Франц Хайнрих (1604 – 1658)

∞ 1637 графиня Мария Юлиана фон Насау-Зиген (1612 – 1665)